# Gilbert M. Anderson
Gilbert M. Anderson (21. března 1880 – 20. ledna 1971), známý pod pseudonymem Broncho Billy, byl americký filmový herec, režisér, scenárista a producent, který je znám filmovému světu především jako tvůrce a první hvězda filmových westernů.

## Biografie
Svou filmovou kariéru zahájil jako statista, mj. se objevil ve filmu Velká železniční loupež (The Great Train Robbery; 1903) režiséra Portera. Právě tento film jej přivedl na myšlenku natočit kovbojku. V letech 1903–1905 pracoval jako herec a producent pro společnost Vitagraph, u které však s myšlenkou na kovbojský film neuspěl. První příležitost natáčet westerny dostal Anderson od producenta Williama Seliga. Jejich spolupráce však trvala pouze krátce a nebyla příliš plodná. V roce 1906 založil Anderson se svým přítelem Georgem K. Spoorem v Chicagu společnost Essanay (název je odvozen od začínajících písmen jejich příjmení – S a A). Od roku 1908 natáčel své filmy pro společnost v Ort Niles nedaleko San Franciska. Pro společnost Essanay natočil sérií jednoaktových a později dvouaktových filmů, jejímž hlavním hrdinou se stal neohrožený kovboj Broncho Billy. Až do roku 1915, kdy prodal svůj podíl ve společnosti Spoorovi a odešel do hereckého důchodu, natočil přes 300 filmů. Ve dvacátých letech krátce působil jako producent grotesek, ve kterých vystupoval Stan Laurel. S nástupem zvukového filmu odešel Anderson z aktivního filmového života. V roce 1958 převzal speciálního Oscara za svůj průkopnický přínos k rozvoji filmového průmyslu. V roce 1965, ve svých 85 letech, se Anderson naposledy objevil na filmovém plátně v malé roli ve filmu The Bounty Killer (1965). Gilbert M. Anderson zemřel v lednu roku 1970 ve věku 90 let.

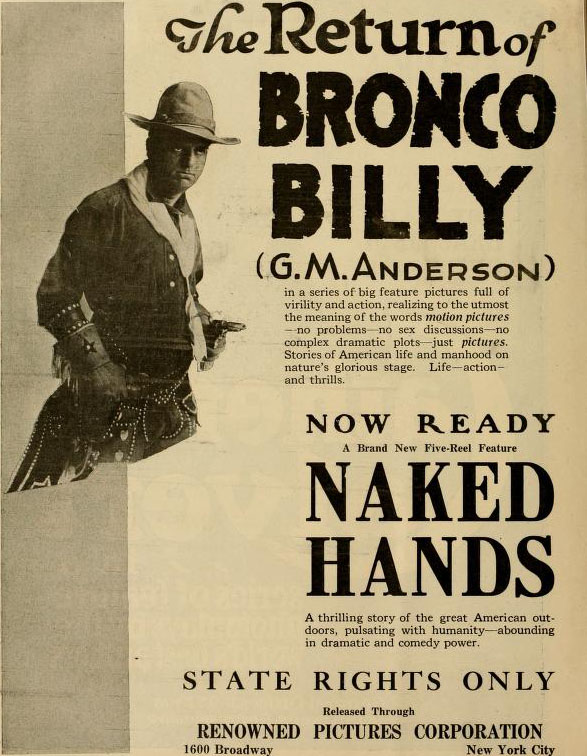
Naked Hands, 1918
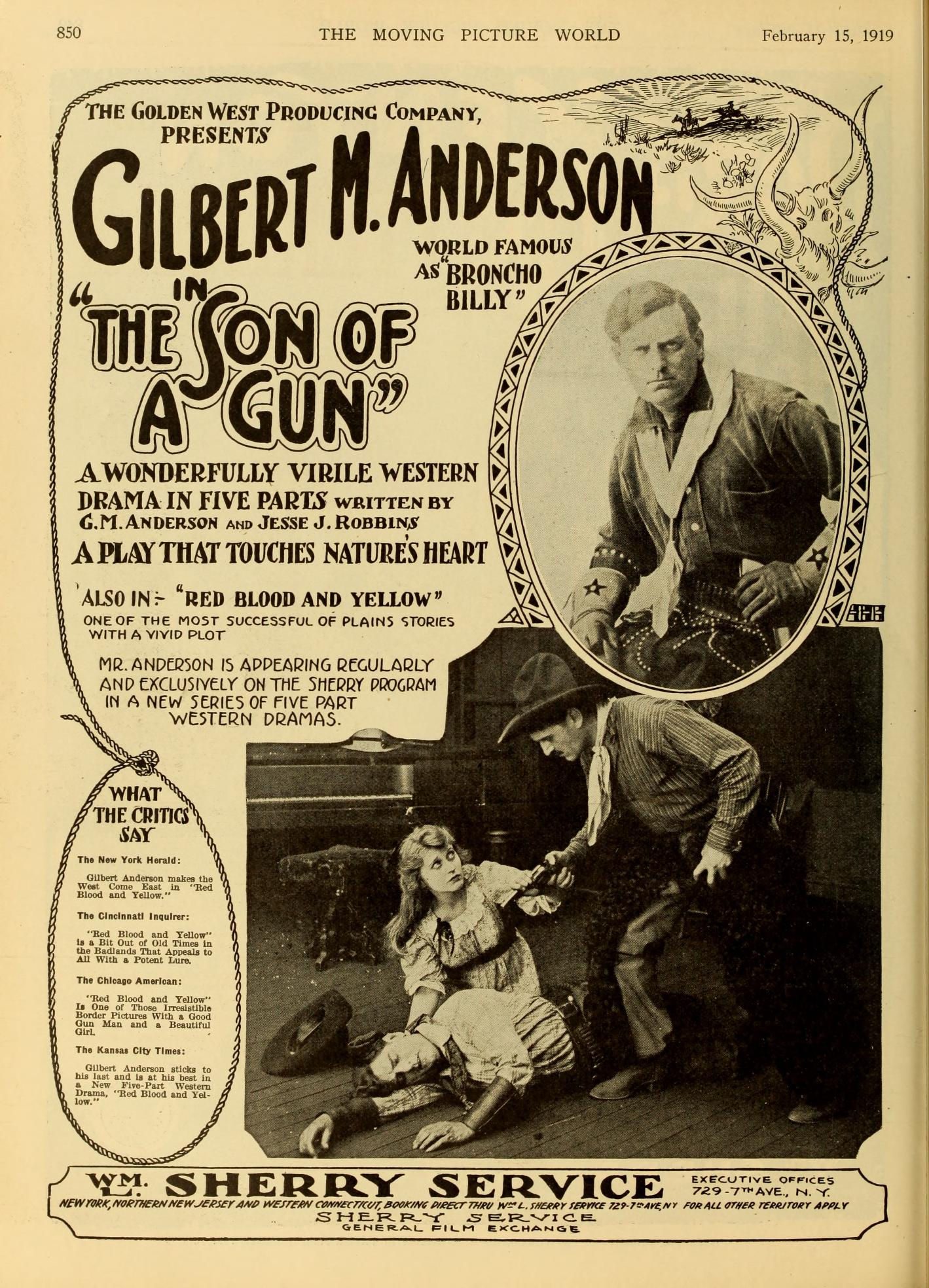
The Son of a Gun, 1919